# Presídio de Ravena

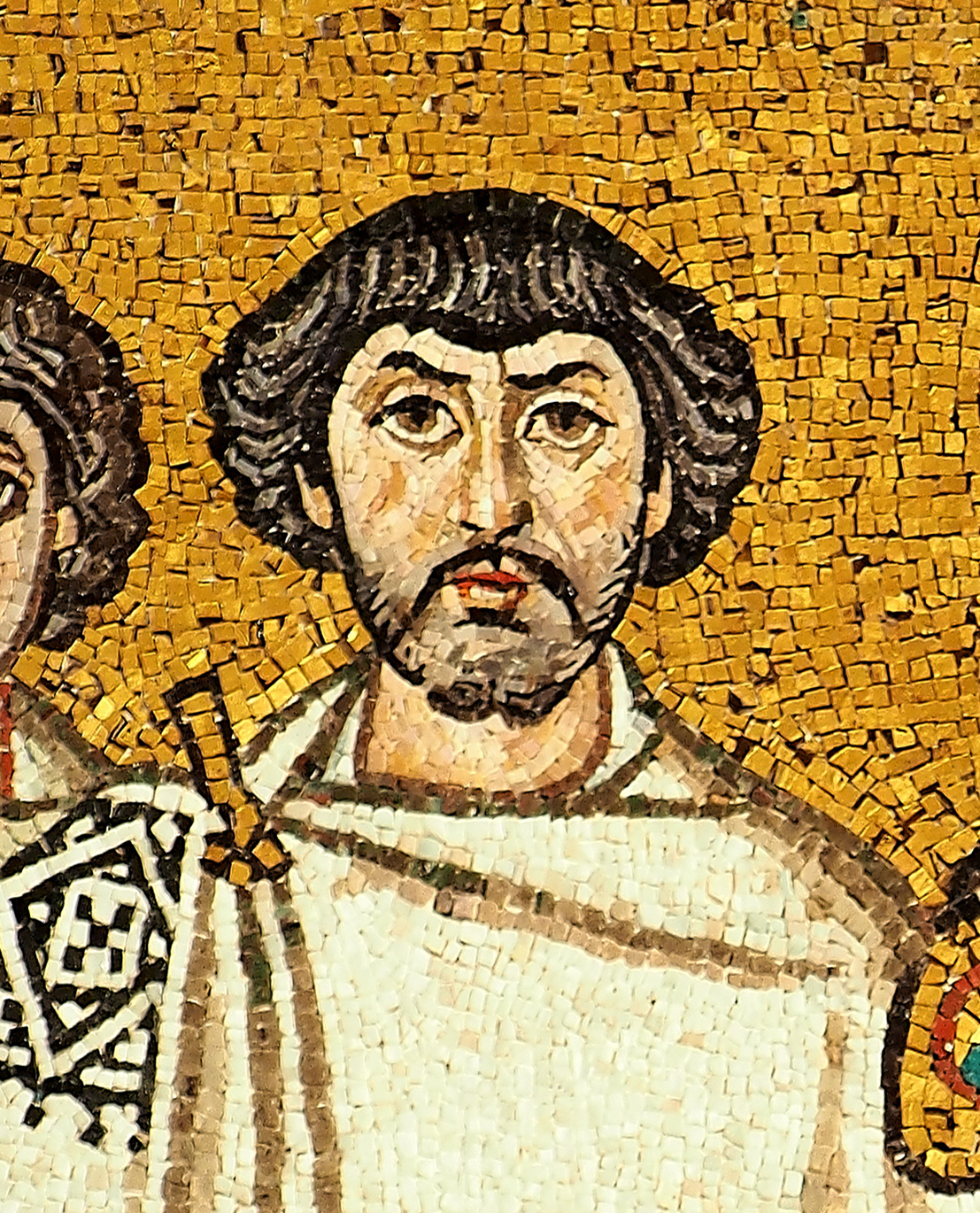
Belisário em detalhe dum mosaico da Basílica de São Vital

Presídio (em latim: Praesidius) foi aristocrata romano do final do século VI, ativo na Itália durante a Guerra Gótica entre bizantinos e ostrogodos. Um cidadão rico e distinto de Ravena, em 537, após atrito com os godos, abandonou a cidade e uniu-se aos bizantinos, deixando toda sua propriedade, exceto duas adagas, cujas bainhas eram adornadas com ouro e pedras preciosas.
As adagas supracitadas foram alegadamente roubadas em Espolécio (atual Espoleto) pelo general Constantino. Presídio dirigiu-se apressadamente para Roma, mas devido aos problemas com o cerco em andamento da cidade, esperou para informar Belisário do ocorrido. Com a obtenção duma trégua no final de 537 e começo de 538, Presídio inquiriu Belisário acerca de seu problema, e o último e outros oficiais esforçaram-se para devolver-lhe seu patrimônio, mas Constantino recusou-se.
Incomodado, Presídio tomou as rédeas do cavalo de Belisário no Fórum e demandou justiça, alegando ter fugido dos bárbaros para os romanos como suplicante apenas para ser violentamente roubado. Belisário prometeu reparar-lhe as adagas, mas Constantino ainda recusou-se a acatar as ordens e ameaçou seu superior, sendo preso por isso. É incerto o destino das adagas e Presídio.